# Alexandru Boțianu
Alexandru Boțianu a fost un deputat în Marea Adunare Națională de la Alba Iulia, organismul legislativ reprezentativ al „tuturor românilor din Transilvania, Banat și Țara Ungurească”, cel care a adoptat hotărârea privind Unirea Transilvaniei cu România, la 1 decembrie 1918.:p. 62

## Biografie
A avut un fiu, numit Alexandru P. Boțianu, student la Medicină la Universitatea din Sibiu. După spusele acestuia, Alexandru Boțianu a rămas în teritoriul transilvan ocupat în timpul celui de Al Doilea Război Mondial, unde a colaborat cu conducerea românească de aici.:p. 62

## Activitatea politică

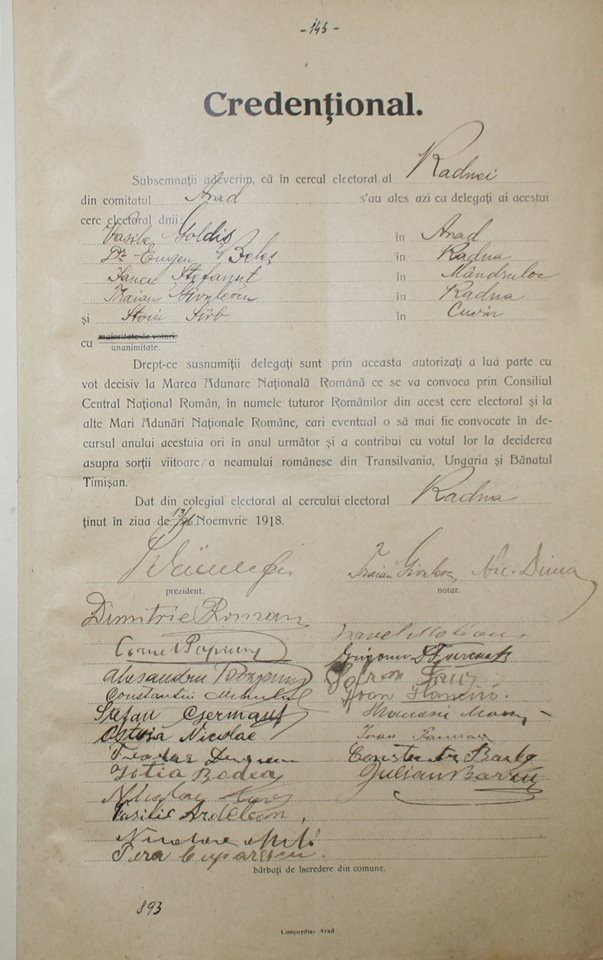
Credențional

A participat la Marea Adunare Națională de la Alba Iulia din 1 decembrie 1918 în calitate de deputat, votând Marea Unire. De aseenea, a fost și unul dintre conducătorii Gărzilor Naționale Române.:p. 62